# سباق باريس روبيه 1903
طواف باريس 1903 هو سباق دراجات هوائية أقيم بتاريخ 11 أبريل، تكون السباق من مرحلة واحدة، وامتدّ لمسافة 268 كم بسرعة 29.104 كم/س، استغرق السباق 9 ساعات و14 دقيقة و29 ثانية.